# Хабилов, Рустам Микаилович
Хаби́лов Руста́м Микаи́лович (кум. Гьабилланы Рустам Микаилны уланы; род. 4 ноября 1986, Гоксув, Дагестанская АССР) — российский боец смешанных единоборств, выступающий под эгидой Bellator. Чемпион Евразии по рукопашному бою, чемпион России и чемпион мира по боевому самбо, чемпион Москвы по панкратиону. Депутат Народного собрания Республики Дагестан 7-го созыва, член Комитета НС РД по культуре, делам молодёжи, спорту и туризму.

## Биография
По национальности — кумык.
Рустам родился и вырос в с. Гоксув-отар в Дагестане. Поступил в Махачкалинский автомобильно-дорожный колледж, после чего и началось его шествие по спортивному пьедесталу. Начинал тренироваться у Абдулманапа Нурмагомедова, вскоре став чемпионом мира и России по боевому самбо. Тренировался с другими звёздами UFC в одном зале, Хабибом Нурмагомедовым, Али Багаутиновым, с которыми поддерживает дружеские отношения. На сегодняшний день тренируется в зале Грега Джексона в Альбукерке США. Женат, имеет 2 сыновей и дочь.

## Карьера
Первый бой в смешанном стиле Рустам провёл в 2007 году, когда он победил спортсмена Багаутдина Абасова. В период с 2007 по 2011 годы Рустам Хабилов одержал 11 побед подряд. Самым запоминающимся поединком на начальном этапе карьеры Хабилова считается его бой с Акином Дюраном, которого Рустам нокаутировал броском с прогиба. В 2011 году на одном из турниров лиги М-1 Рустам потерпел первое поражение в своей профессиональной карьере. Первым человеком который сумел остановить чемпиона мира по боевому самбо стал чеченский боец Руслан Хасханов. В 2011 году в целях повышения спортивного мастерства Рустам поехал в США для тренировок в зале у знаменитого тренера по ММА Грэга Джексона. Тренировки под руководством нового тренера не прошли даром. В скором времени Рустам вышел на новый уровень и стал выступать в ведущих ММА — организациях мира.

### Ultimate Fighting Championship
В конце 2012 года Рустам Хабилов подписал контракт с UFC. Первый бой в октагоне Хабилов провёл 15 декабря 2012 года на турнире UFC — The Ultimate Fighter 16 Finale, где он одержал победу нокаутом над Винсом Пичелом, бросив его через грудь головой об канвас ринга. Следующим после Винса Пинчела соперником в октагоне стал бразилец Медейрос, в ходе поединка Хабилов кинул Медейроса в прогиб после чего тот получил травму большого пальца правой руки победу присудили Рустаму. 6 ноября 2013 года на турнире UFC Fight Night 31 — Fight for the Troops 3 Рустам Хабилов встретился с ветераном ММА, экс-претендентом на титул чемпиона в лёгком весе организации Strikeforce Хорхе Масвидалем. В поединке с Масвидалем Рустам показал всё на что он способен. На протяжении всего поединка «Тигр» не давал спуску своему противнику как в стойке, так и в партере. Результатом поединка стала безоговорочная победа Хабилова.
Следующий свой бой Рустам должен был провести против бразильца Рафаэля дус Анжуса, но он вынужден был снятся из-за травмы и ему на замену вышел Хабиб Нурмагомедов. И возможно так было лучше, ведь Хабилову представился отличный шанс показать себя в бою против Бена Хендерсона на UFC Fight Night. Первый для Хабилова пятираундовый бой проходил в рамках задуманного, первые три раунда проходят под инициативу Рустама, но в начале четвёртого раунда Рустам попадается на удушающий приём, победу одерживает Хендерсон.

## Статистика
| Боёв 28  | Побед 24 | Поражений 4 |
| -------- | -------- | ----------- |
| Нокаутом | 4        | 0           |
| Сдачей   | 5        | 1           |
| Решением | 15       | 3           |

| Результат | Рекорд | Соперник            | Способ                      | Турнир                                  | Дата             | Раунд | Время | Место                                          | Примечание                  |
| --------- | ------ | ------------------- | --------------------------- | --------------------------------------- | ---------------- | ----- | ----- | ---------------------------------------------- | --------------------------- |
| Победа    | 24-4   | Сергей Хандожко     | Единогласное решение        | UFC Fight Night: Zabit vs. Kattar       | 9 ноября 2019    | 3     | 5:00  | Москва, Россия                                 | Вернулся в полусредний вес. |
| Поражение | 23-4   | Диегу Феррейра      | Единогласное решение        | UFC Fight Night: Błachowicz vs. Santos  | 23 февраля 2019  | 3     | 5:00  | Прага, Чехия                                   |                             |
| Победа    | 23-3   | Кайан Джонсон       | Раздельное решение          | UFC Fight Night: Hunt vs. Oleinik       | 15 сентября 2018 | 3     | 5:00  | Москва, Россия                                 |                             |
| Победа    | 22-3   | Десмонд Грин        | Единогласное решение судей  | UFC Fight Night 115 Volkov vs. Struve   | 2 сен 2017       | 3     | 5:00  | Роттердам, Нидерланды                          |                             |
| Победа    | 21-3   | Джейсон Сагго       | Единогласное решение судей  | UFC 206                                 | 10 дек 2016      | 3     | 5:00  | Торонто, Онтарио, Канада                       |                             |
| Победа    | 20-3   | Леандру Силва       | Единогласное решение судей  | UFC Fight Night: Arlovski vs. Barnett   | 3 сен 2016       | 3     | 5:00  | Гамбург, Германия                              |                             |
| Победа    | 19-3   | Крис Уэйд           | Единогласное решение судей  | UFC Fight Night: Overeem vs. Arlovski   | 8 мая 2016       | 3     | 5:00  | Роттердам, Нидерланды                          |                             |
| Победа    | 18-3   | Норман Парк         | Единогласное решение судей  | UFC Fight Night: Silva vs. Bisping      | 27 февраля 2016  | 3     | 5:00  | Лондон, Англия, Великобритания                 |                             |
| Поражение | 17-3   | Адриану Мартинс     | Раздельное решение судей    | UFC Fight Night: Bigfoot vs. Mir        | 22 февраля 2015  | 3     | 5:00  | Порту-Алегри (Риу-Гранди-ду-Сул), Бразилия     |                             |
| Поражение | 17-2   | Бенсон Хендерсон    | Болевой приём (удушающий)   | UFC Fight Night: Henderson vs. Khabilov | 7 июня 2014      | 4     | 1:16  | Альбукерке (Нью-Мексико), США                  |                             |
| Победа    | 17-1   | Хорхе Масвидаль     | Единогласное решение судей  | UFC: Fight for the Troops 3             | 6 ноября 2013    | 3     | 5:00  | Форт-Кэмпбелл, (Кентукки), США                 | Fight of the Night          |
| Победа    | 16-1   | Янси Медейрос       | TKO (травма пальца)         | UFC 159                                 | 27 апреля 2013   | 1     | 2:32  | Ньюарк (Нью-Джерси), США                       |                             |
| Победа    | 15-1   | Винс Пичел          | KO (суплекс и добивание)    | The Ultimate Fighter 16 Finale          | 15 декабря 2012  | 1     | 2:15  | Лас-Вегас (Невада), США                        |                             |
| Победа    | 14-1   | Джейсон Дент        | Единогласное решение судей  | Pure MMA: Next Episode                  | 12 мая 2012      | 3     | 5:00  | Уилкс-Барре, Пенсильвания, США                 | 160lb Catchweight           |
| Победа    | 13-1   | Родригу Рибейру     | Единогласное решение судей  | ONE FC: Battle of Heroes                | 11 февраля 2012  | 3     | 5:00  | Джакарта, Индонезия                            |                             |
| Победа    | 12-1   | Назир Кадыжев       | TKO (добивание)             | ProFC Grand Prix Global: Caucasus       | 26 сентября 2011 | 1     | 4:58  | Дербент, Дагестан, Россия                      |                             |
| Поражение | 11-1   | Руслан Хасханов     | Раздельное решение судей    | M-1 Selection Ukraine 2010: The Finals  | 12 февраля 2011  | 3     | 5:00  | Киев, Киевская область, Украина                |                             |
| Победа    | 11-0   | Сергей Уточкин      | Болевой приём (армбар)      | M-1 Selection Ukraine 2010: Round 6     | 6 ноября 2010    | 1     | 1:28  | Киев, Киевская область, Украина                |                             |
| Победа    | 10-0   | Глеб Морозов        | Болевой приём (армбар)      | M-1 Selection Ukraine 2010: Round 3     | 18 сентября 2010 | 1     | 4:46  | Киев, Киевская область, Украина                |                             |
| Победа    | 9-0    | Андрей Балахонов    | Болевой приём (армбар)      | M-1 Selection Ukraine 2010: Round 2     | 7 мая 2010       | 1     | 1:34  | Киев, Киевская область, Украина                |                             |
| Победа    | 8-0    | Саид Халилов        | Единогласное решение судей  | M-1 Challenge: 2009 Selections 8        | 4 октября 2009   | 3     | 5:00  | Москва, Московская область, Россия             |                             |
| Победа    | 7-0    | Гасанали Гасаналиев | Раздельное решение судей    | M-1 Challenge: 2009 Selections 6        | 5 сентября 2009  | 3     | 5:00  | Махачкала, Дагестан, Россия                    |                             |
| Победа    | 6-0    | Акин Дюран          | KO (суплекс)                | M-1 Challenge 18                        | 16 августа 2009  | 1     | 0:28  | Хилверсюм, Северная Голландия, Нидерланды      |                             |
| Победа    | 5-0    | Венер Галиев        | Раздельное решение судей    | M-1 Challenge: 2009 Selections 4        | 24 июня 2009     | 3     | 5:00  | Санкт-Петербург, Ленинградская область, Россия |                             |
| Победа    | 4-0    | Владимир Папуша     | Болевой приём (армбар)      | M-1 Challenge: 2009 Selections 2        | 19 апреля 2009   | 1     | 2:04  | Санкт-Петербург, Ленинградская область, Россия |                             |
| Победа    | 3-0    | Хамиз Мамедов       | Единогласное решение судей  | CSFU: Champions League                  | 13 сентября 2008 | 3     | 5:00  | Полтава, Полтавская область, Украина           |                             |
| Победа    | 2-0    | Карен Григорян      | Единогласное решение судей  | CFF: International MMA Tournament       | 9 декабря 2007   | 3     | 5:00  | Тюмень, Тюменская область, Россия              |                             |
| Победа    | 1-0    | Багаутдин Абасов    | Болевой приём (треугольник) | Tsumada Fighting Championship 1         | 3 августа 2007   | 2     | 2:14  | Агвали, Дагестан, Россия                       |                             |